# Sé Velha (Coimbra)

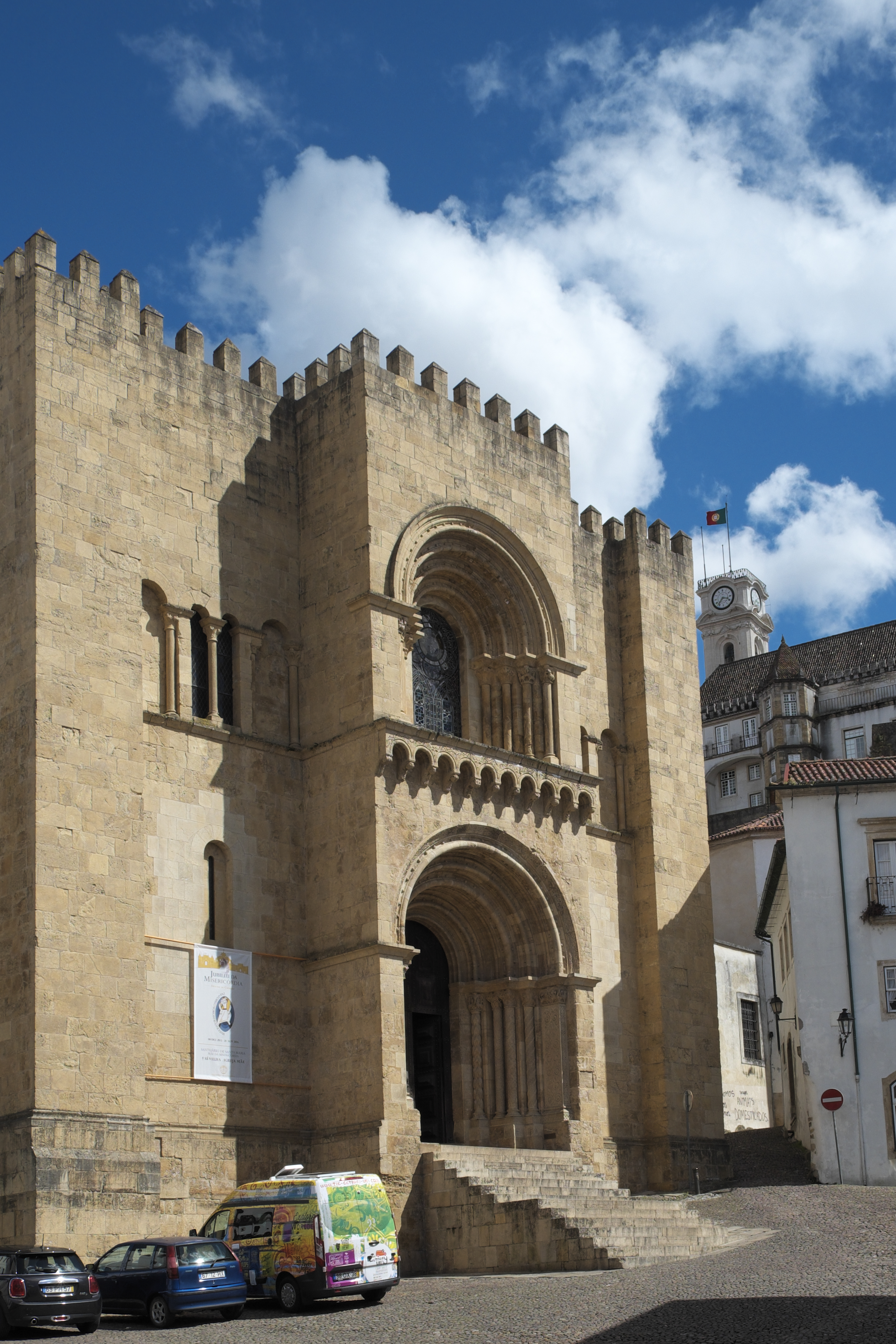
Alte Kathedrale Sé Velha

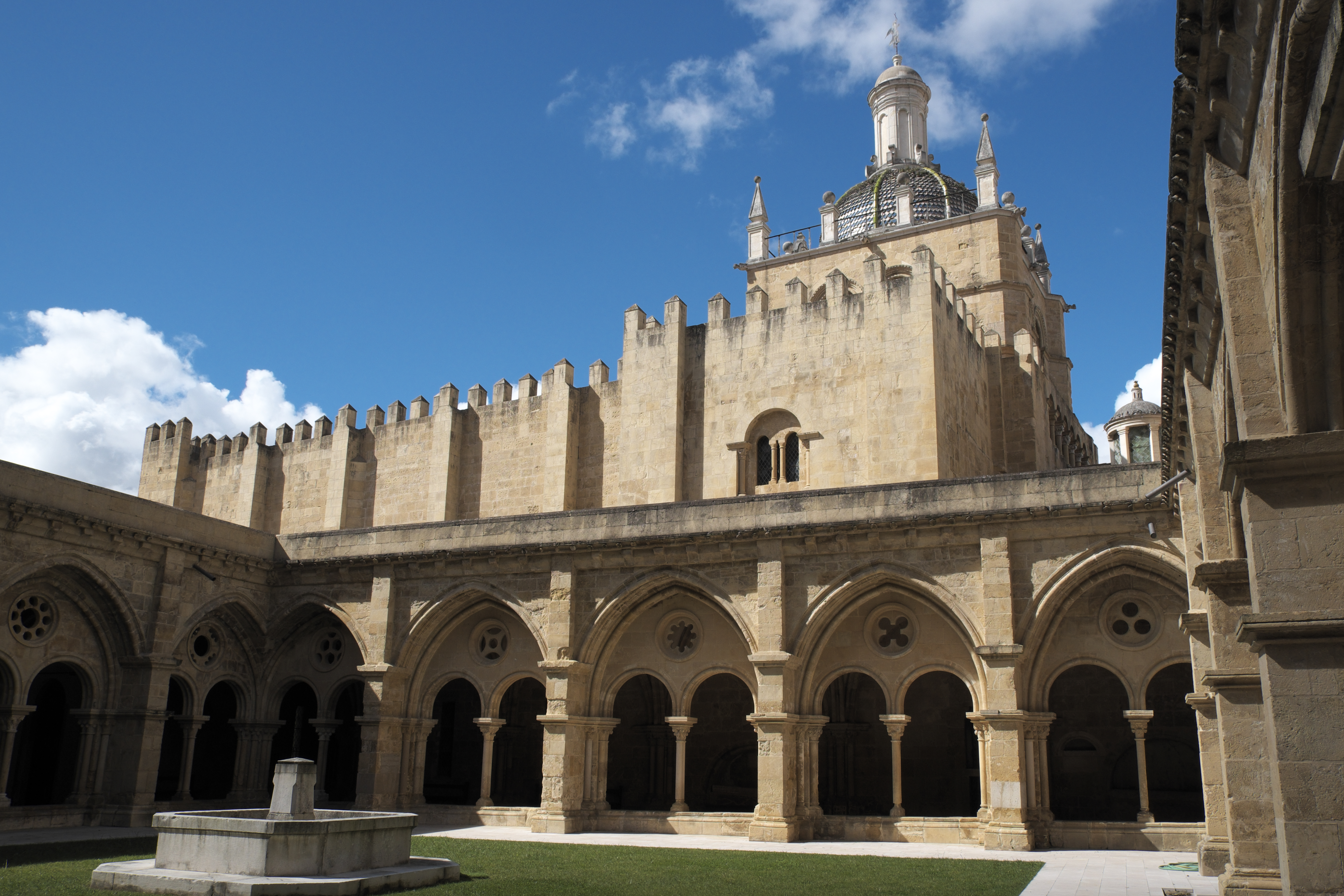
Sé Velha und Kreuzgang

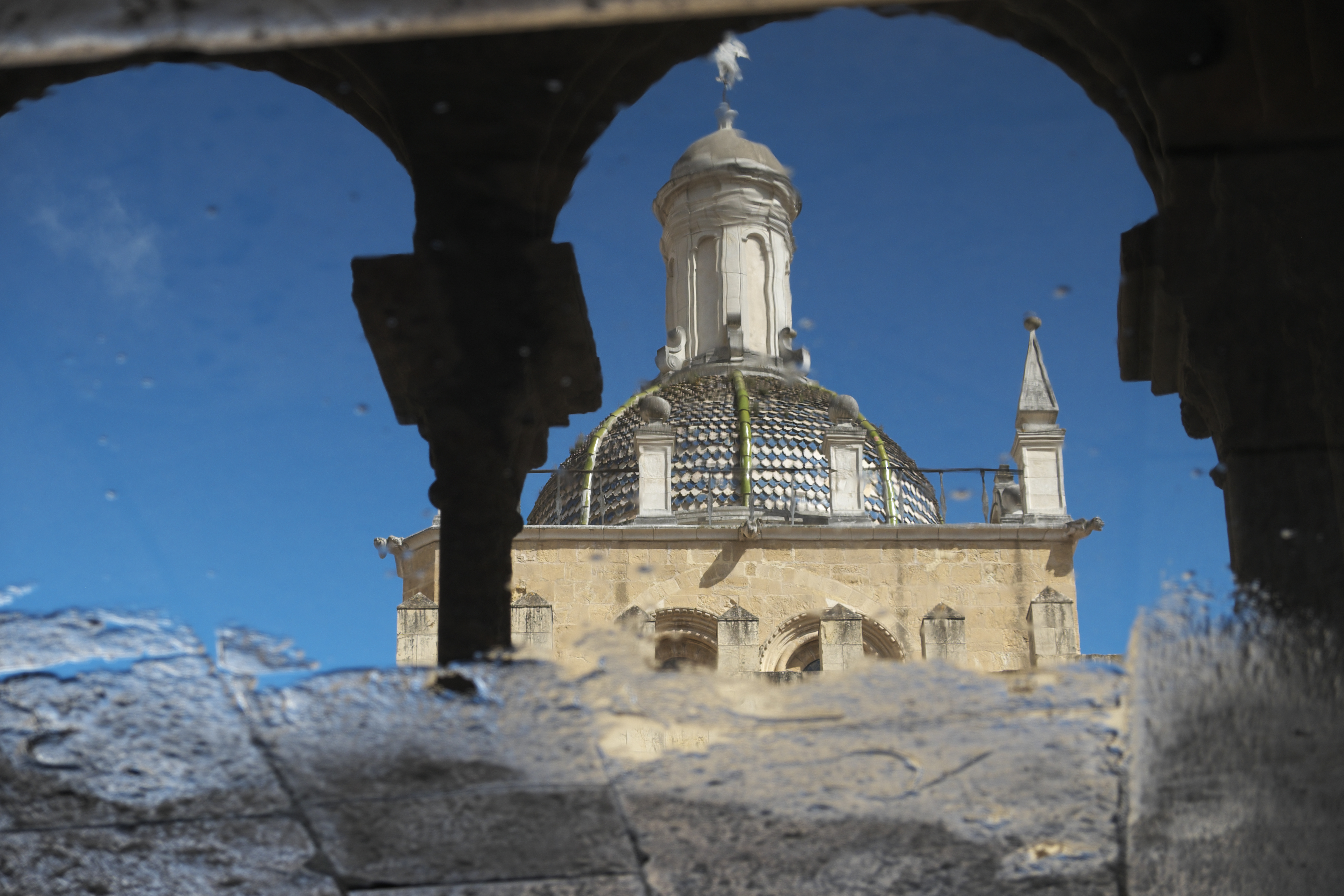
Vierungskuppel mit Laterne

Die katholische Kirche Sé Velha (alte Kathedrale), auch Nossa Senhora da Assunção, in Coimbra im gleichnamigen Distrikt in der Região Centro in Portugal, wurde in der Mitte des 12. Jahrhunderts im Stil der Romanik errichtet. Die Kirche ist der Himmelfahrt Mariens geweiht. Bis zum Jahr 1772, als die Kirche des ehemaligen Jesuitenkollegs zur neuen Kathedrale Sé Nova erhoben wurde, diente die alte Kathedrale als Bischofskirche des Bistums Coimbra. Im Jahr 1910 wurde die Kirche zum Monumento Nacional erklärt.

## Geschichte
Nach der Zerstörung der römischen Stadt Conimbriga durch die Sueben im Jahr 468 wurde der Bischofssitz im 6. Jahrhundert nach Aeminium, dem heutigen Coimbra, verlegt. Als erster Bischof von Coimbra ist Lucentius erwähnt, der an der Synode von Braga im Jahr 561 und der folgenden im Jahr 572 teilnahm. Vermutlich bestand die Diözese auch unter der maurischen Herrschaft, d. h. nach der Eroberung der iberischen Halbinsel im Jahr 711 bis zur ersten christlichen Rückeroberung Coimbras im Jahr 878 und in der Zeit von 987 bis 1064, dem Jahr der endgültigen Rückeroberung durch den kastilischen König Ferdinand I. Als Vorgängerbau der alten Kathedrale diente vermutlich eine mozarabische Kirche, die bis um das Jahr 1140 bestand.
Weder zum Baubeginn noch über das Datum der Fertigstellung der alten Kathedrale Sé Velha gibt es genaue Angaben. Vermutlich wurde mit dem Bau in den ersten Regierungsjahren von Afonso Henriques begonnen, der sich im Jahr 1139 nach der Schlacht von Ourique und seinem Sieg über die Mauren zum ersten König Portugals ausrief und das Königreich Portugal begründete. Gegen Ende der 1170er Jahre dürften die Bauarbeiten an der alten Kathedrale wohl abgeschlossen gewesen sein. Im Jahr 1185 fand dort die Krönung von Sancho I., dem Nachfolger von Afonso Henriques, statt.
Zu Beginn des 13. Jahrhunderts wurde der Kreuzgang im Stil des Übergangs von der Romanik zur frühen Gotik angelegt. In der ersten Hälfte des 16. Jahrhunderts ließ Bischof Jorge de Almeida an der Nordseite der alten Kathedrale einen Portalvorbau, die Porta Especiosa, im Stil der Frührenaissance errichten. Sie wird den aus Frankreich stammenden Bildhauern Jean de Rouen und Nicolas de Chantereine zugeschrieben, die die Bildhauerschule von Coimbra mitbegründeten.
Nach der Ausweisung der Jesuiten aus Portugal im Jahr 1759 wurde das Jesuitenkolleg in Coimbra aufgehoben und die ehemalige, von Baltasar Álvares gebaute Kirche der Jesuiten wurde 1772 anstelle der alten Kathedrale Sé Velha zur neuen Bischofskirche erhoben.

## Kirche

### Außenbau

#### Westfassade

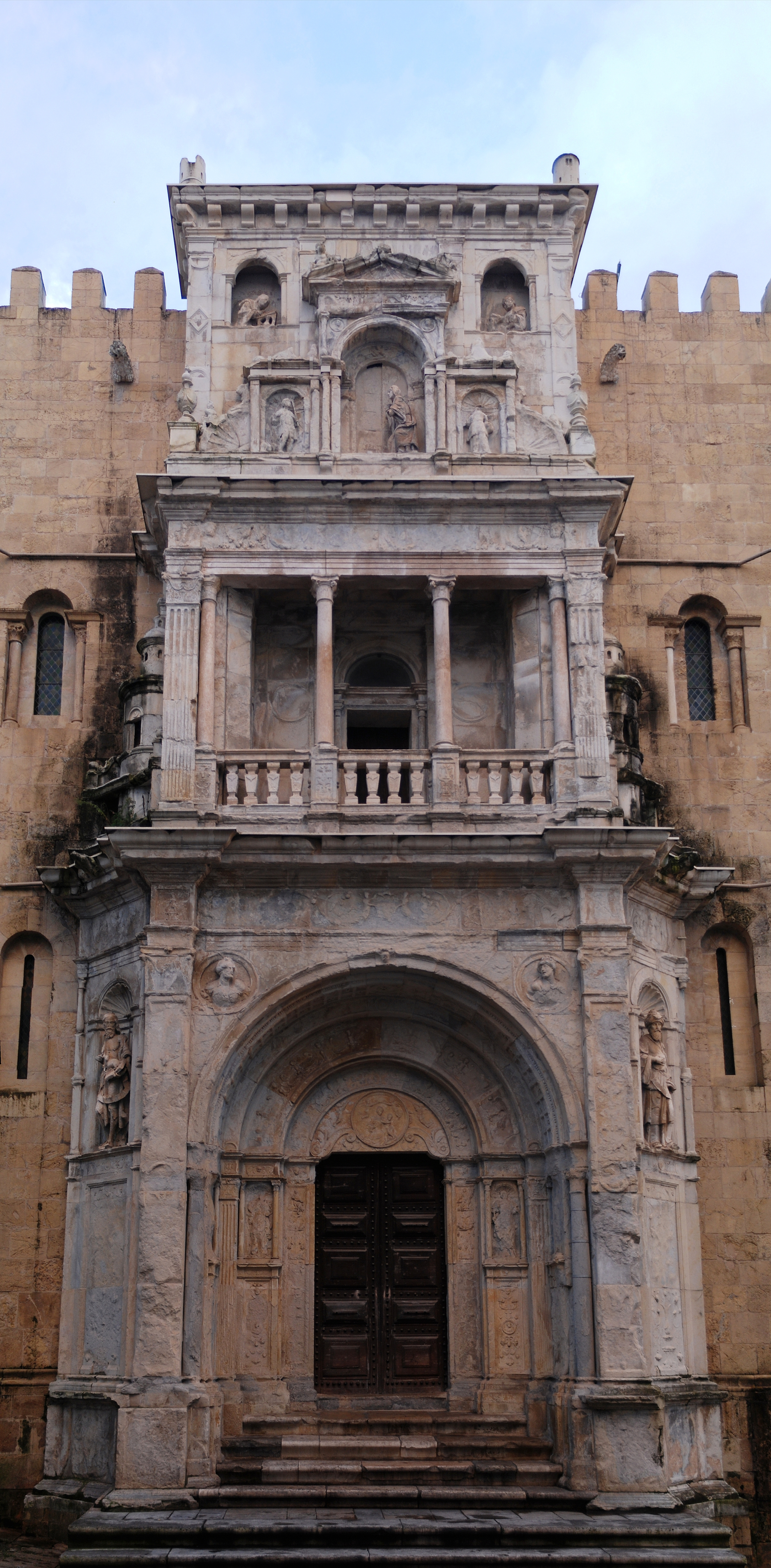
Porta Especiosa

Die Westfassade wird von mächtigen, turmartigen Strebepfeilern gerahmt und ist wie das gesamte Gebäude von Zinnen bekrönt, was der Kirche ein wehrhaftes Aussehen verleiht. In den zweigeschossigen Vorbau ist unten das von Archivolten und schlanken Säulen umgebene Hauptportal eingeschnitten. Die Säulenschäfte sind mit geometrischen Motiven und Rankenwerk verziert, die Kapitelle weisen stilisierte Blätter und Tierdarstellungen auf. Über einem kräftigen Gesims mit Bogenfries und skulptierten Konsolen öffnet sich ein großes, ebenfalls von Archivolten gerahmtes Rundbogenfenster. Das obere Geschoss der Westfassade ist auf beiden Seiten des Portalvorbaus von Blendarkaden und einem Zwillingsfenster in der Mitte durchbrochen.

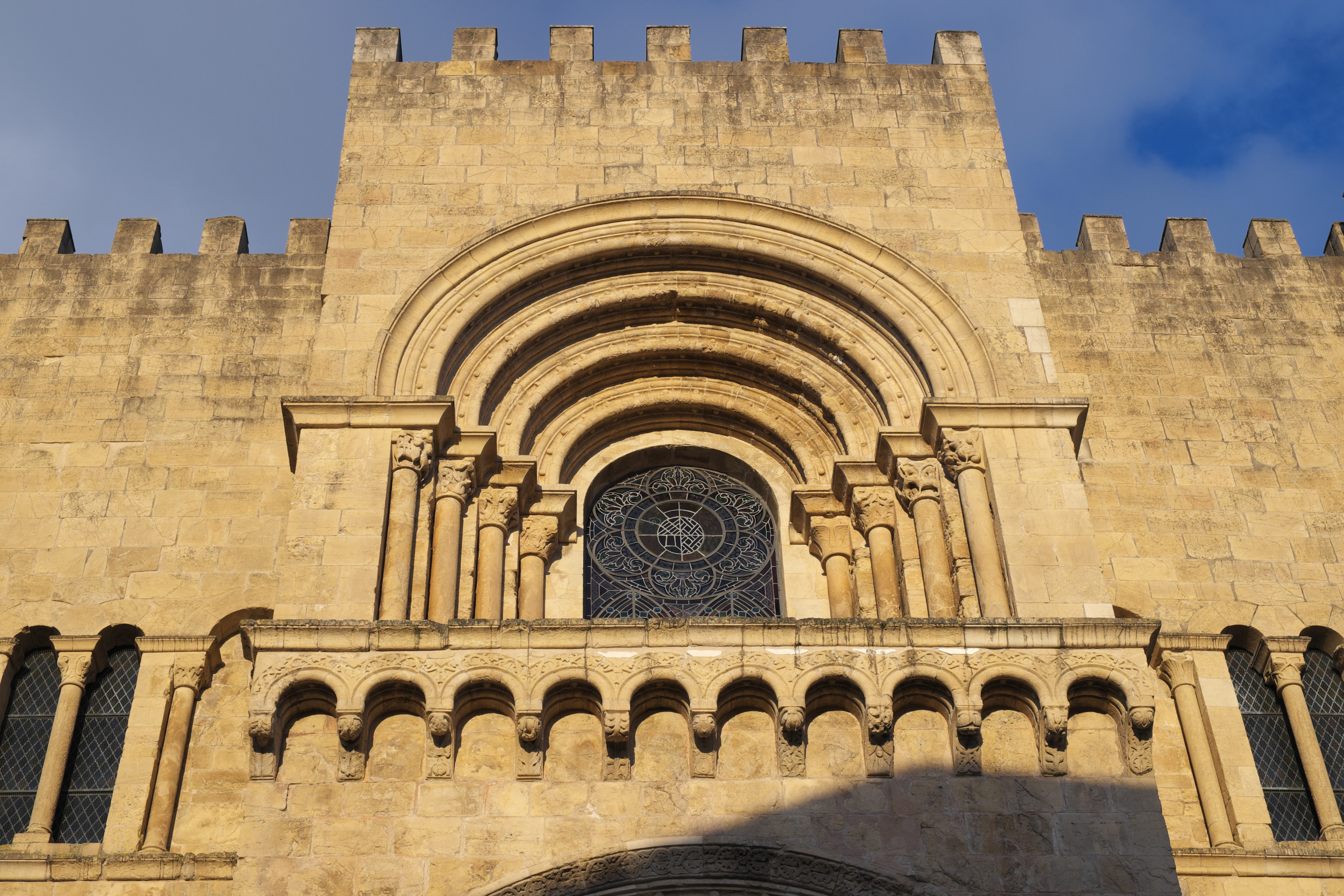
Bogenfries und Fenster der Westfassade
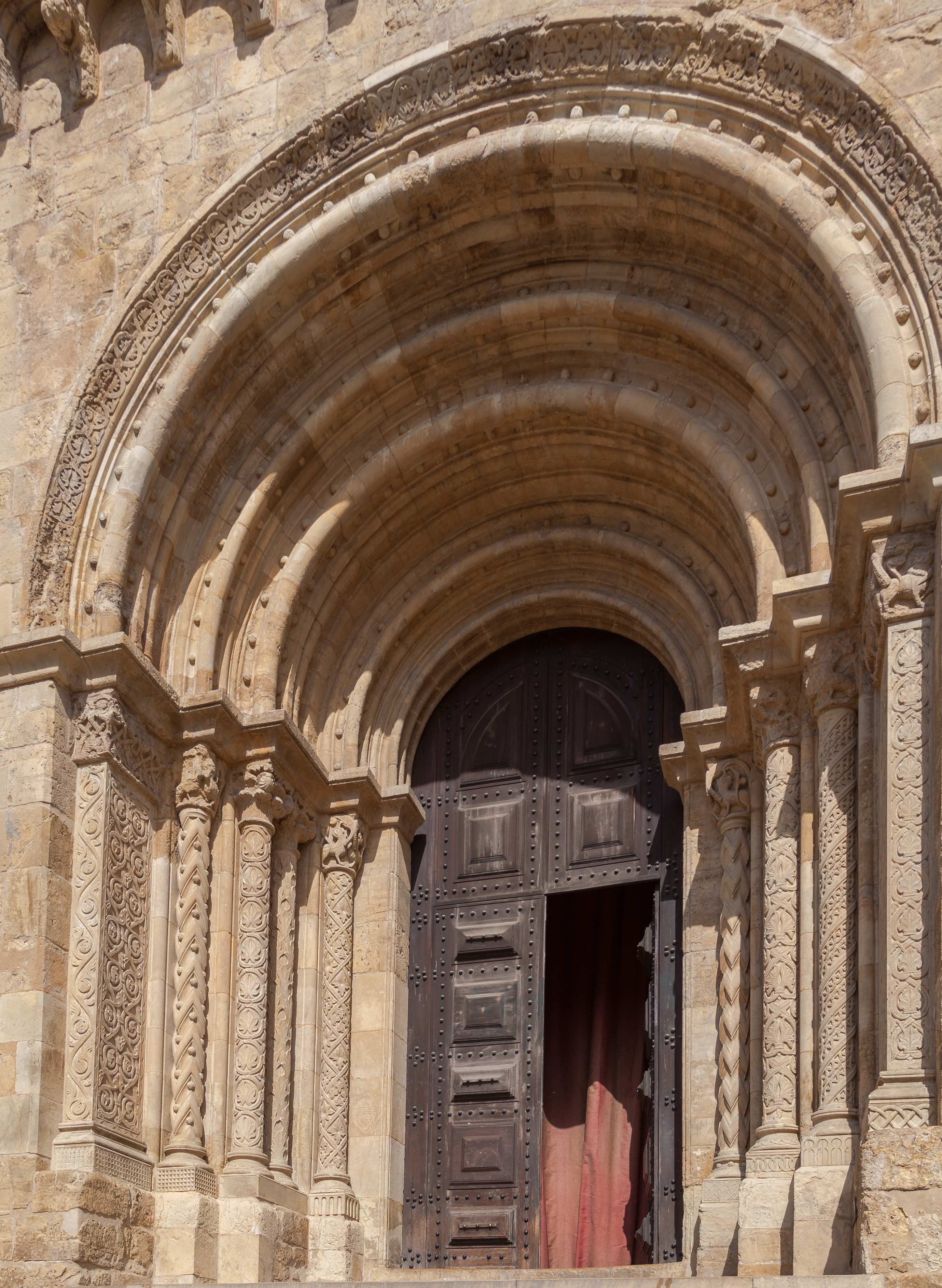
Hauptportal an der Westfassade
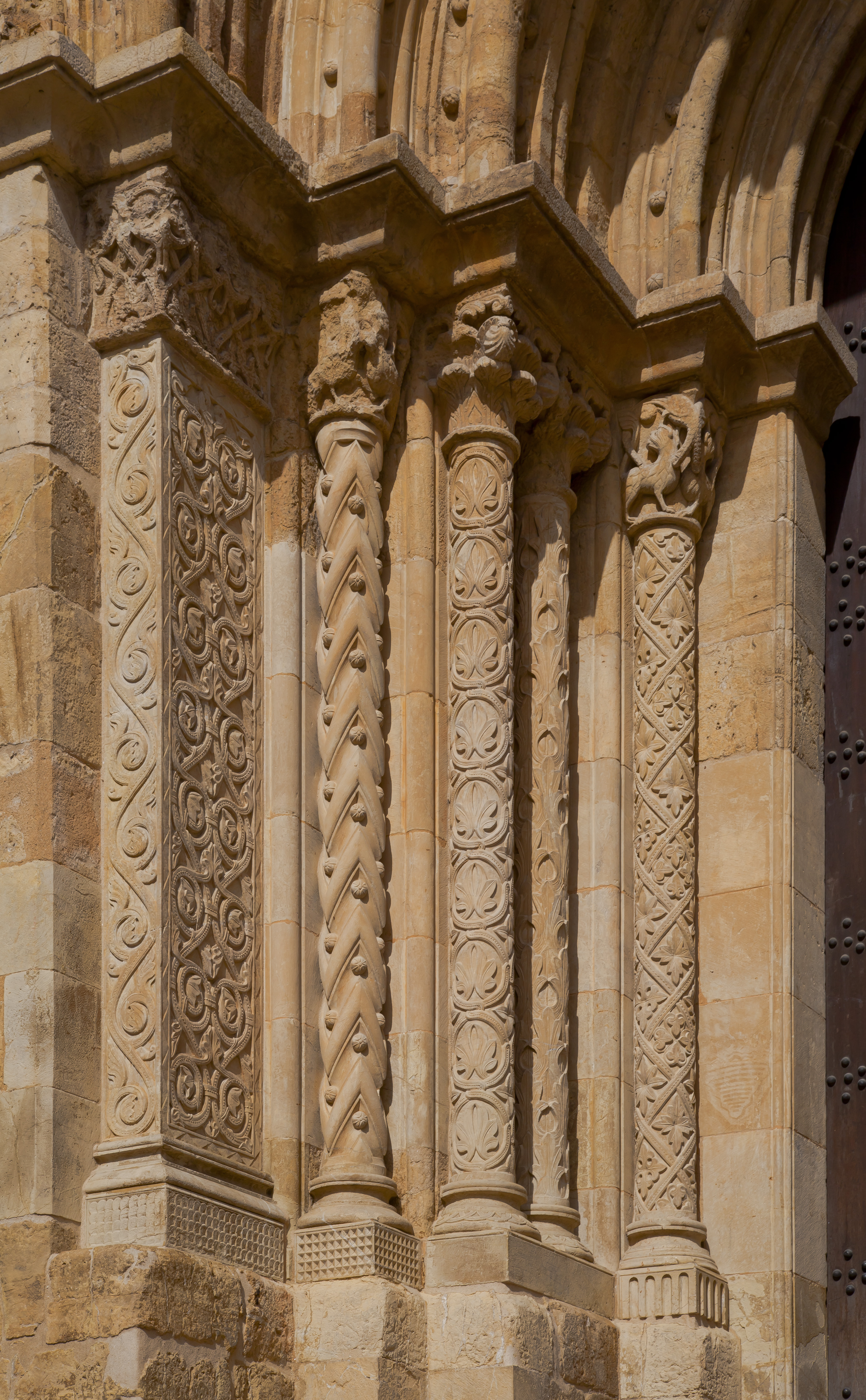
Säulen und Kapitelle am Hauptportal

#### Porta Especiosa
Die Porta Especiosa ist in drei Geschosse gegliedert. Im Erdgeschoss ist das rundbogige, von mehreren Archivolten gerahmte und mit Grotesken und Medaillons verzierte Portal eingebettet. Auf dem Tympanon ist eine Madonna mit Kind dargestellt. Die Figuren in den beiden äußeren Nischen stellen Johannes den Täufer und den Propheten Isajas dar. Das zweite Stockwerk besteht aus einer offenen Halle mit Balustrade und Gebälk, das von vier Säulen und zwei kannelierten Eckpilastern getragen wird. Das dritte Geschoss ist leicht zurückversetzt und reicht bis zu den Zinnen der Kathedrale. In der Mitte ist ein Triumphbogen mit Ziergiebel platziert, seitlich sind rundbogige Öffnungen und Nischen angeordnet, die mit zum Teil stark beschädigten Figuren besetzt sind.

#### Nördliche Querhausfassade

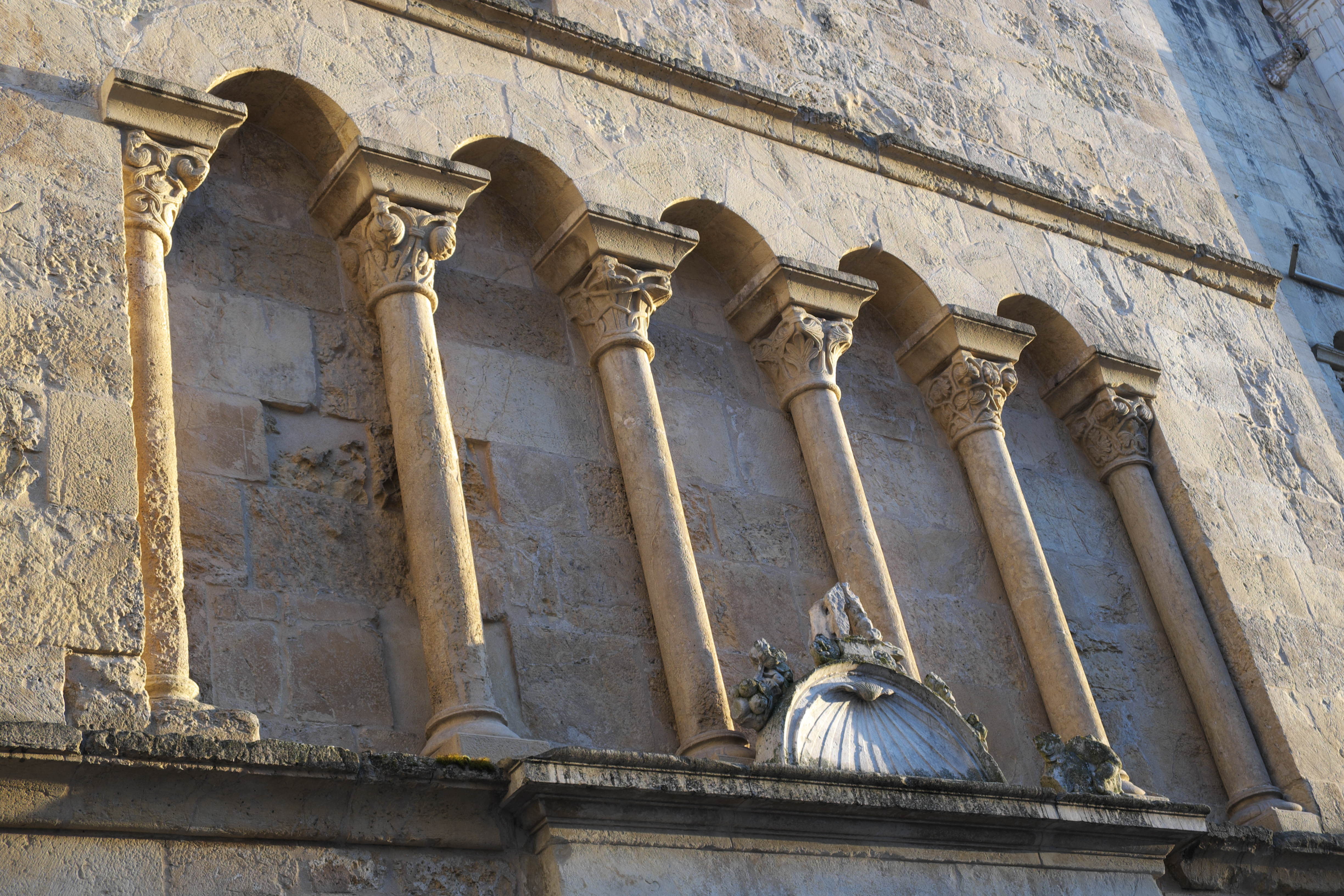
Arkaden an der nördlichen Querhausfassade

Auch die Fassade des nördlichen Querschiffarms wird durch Gesimse in drei Stockwerke gegliedert. Im obersten Geschoss ist ein Zwillingsfenster, das in der Mitte auf Doppelsäulen aufliegt, in eine Nische eingeschnitten. Es wird von einem weiten Bogen überspannt, der auf schlanken, mit Kapitellen verzierten Säulen ruht. Unter dem Zwillingsfenster sind drei weitere Rundbogenfenster angeordnet. Fast das gesamte mittlere Stockwerk wird von fünf Arkaden mit kunstvoll skulptierten Kapitellen eingenommen. Im Erdgeschoss öffnet sich das Portal der heiligen Klara. Es wird von zwei kannelierten Eckpilastern und zwei Säulen gerahmt und von einem kassettierten Rundbogen überwölbt. Auf dem Tympanon ist die heilige Klara dargestellt.

### Innenraum
Das Langhaus ist dreischiffig und in fünf Joche gegliedert. Die Seitenschiffe werden von Kreuzgratgewölben gedeckt, das Mittelschiff besitzt ein Tonnengewölbe, das auf kräftigen Gurtbögen, die von Halbsäulen aufgefangen werden, aufliegt. Die Langhausarkaden werden von oktogonalen Pfeilern mit Säulenvorlagen getragen. Auf den darüberliegenden Emporen öffnen sich Doppelarkaden zum Hauptschiff. An das Langhaus schließen sich ein nur leicht vorstehendes Querhaus und der Chor mit drei halbrunden, unterschiedlich großen Apsiden an. Die Vierung wird von einer Kuppel mit Laterne überwölbt, die außen mit weißen und blauen Keramikfliesen gedeckt ist.
Die Kirche ist mit etwa 380 Kapitellen ausgestattet, die mit Pflanzenmotiven und Tierdarstellungen, vor allem von paarweise angeordneten Vögeln, skulptiert sind. Auf einem Kapitell ist ein Kentaurenpaar zu sehen.

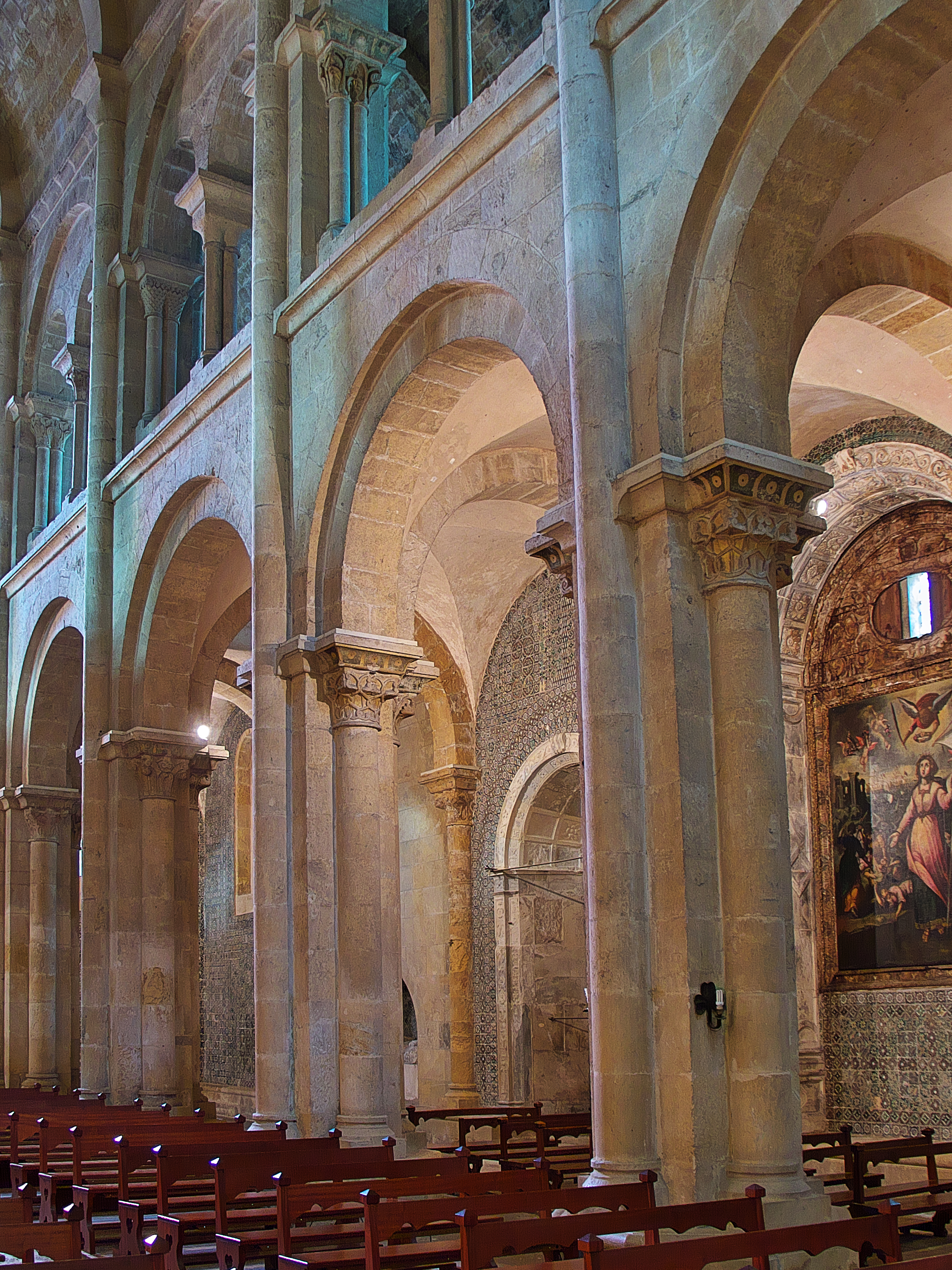
Langhausarkaden
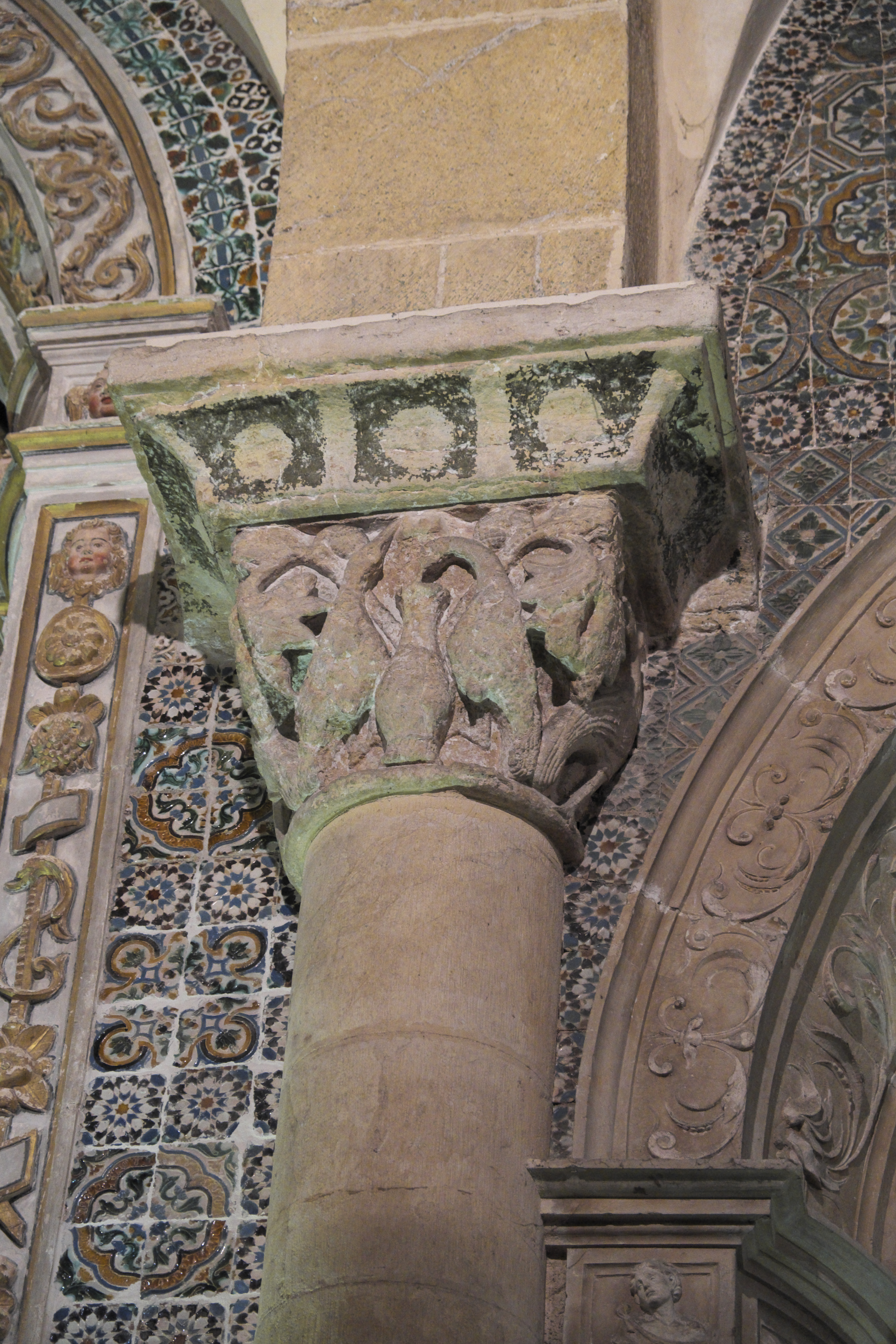
Vögel, die aus einem gemeinsamen Gefäß trinken
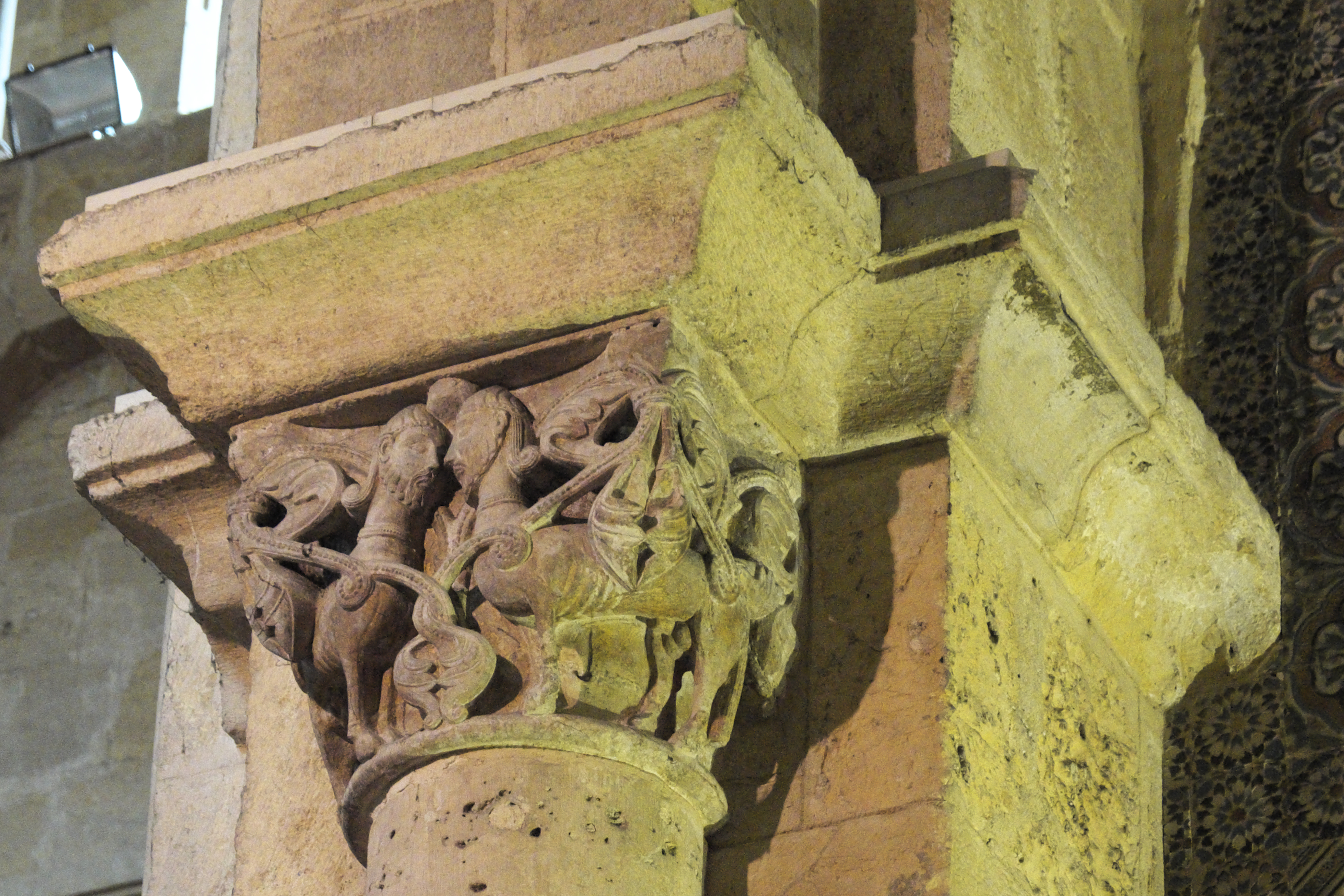
Zwei Kentauren

### Ausstattung

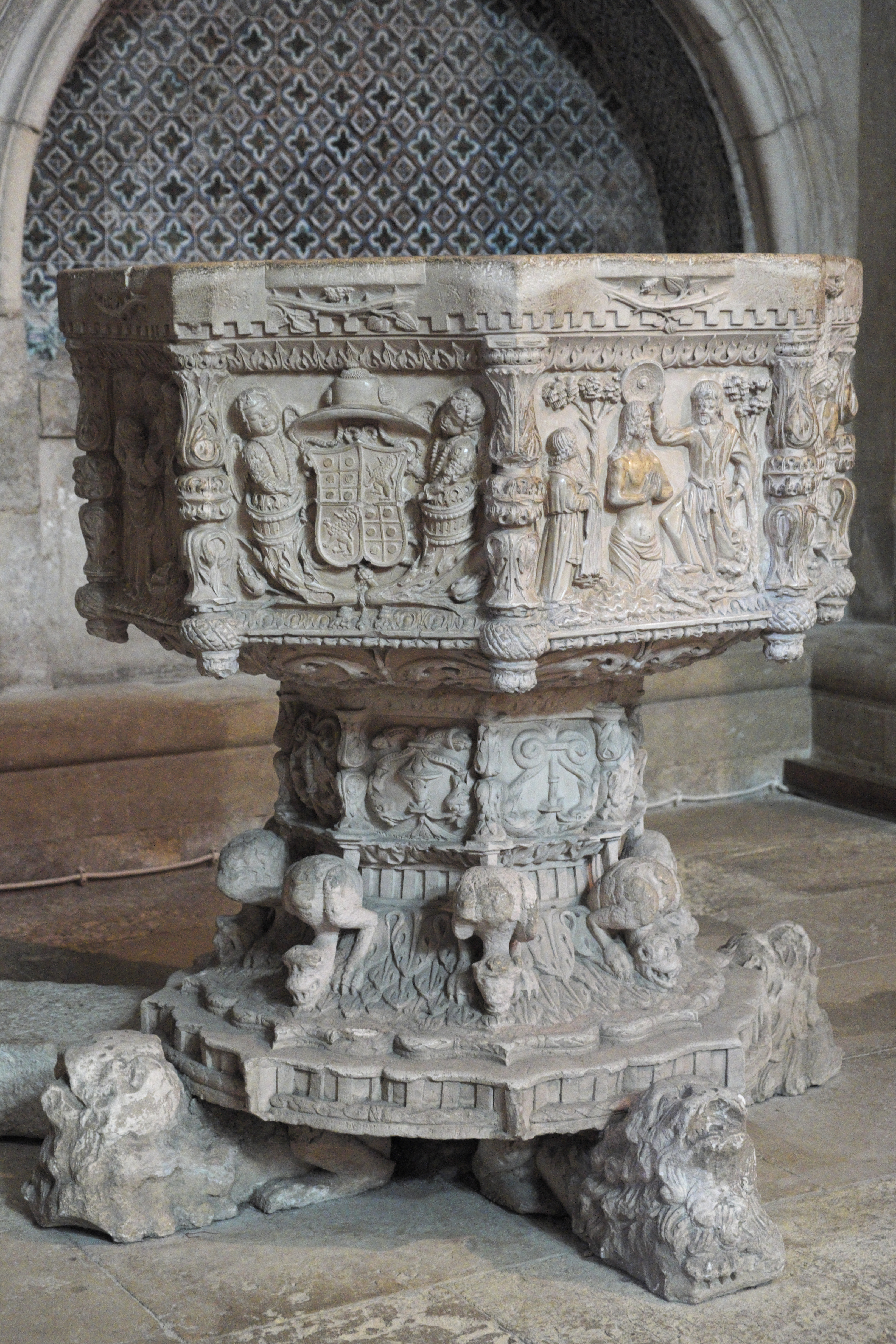
Taufbecken

- Die Ostwand der Hauptapsis wird fast vollständig von einem spätgotischen Retabel mit der Darstellung der Himmelfahrt Mariens eingenommen. Es wurde 1508 von den flämischen Bildhauern Olivier van Ghent und Johann von Ypern geschaffen.
- Das Retabel der von einer kassettierten Kuppel überwölbten rechten Seitenapsis, der Sakramentskapelle, wurde 1566 von Jean de Rouen geschaffen. Es reicht fast bis zur Kuppel und stellt Jesus Christus und die Apostel dar.
- Das Retabel der linken Seitenapsis, der Petruskapelle, mit dem Grabmal für den Bischof Jorge de Almeida wurde von Nicolas Chantereine geschaffen. Die Szenen stellen Episoden aus dem Leben des Apostels Petrus dar.
- Das Taufbecken stammt aus dem 16. Jahrhundert. Der Sockel ist mit Chimären besetzt und wird von vier Löwen getragen. Auf den Reliefs an der Schale sind die Taufe Jesu und Wappen dargestellt.

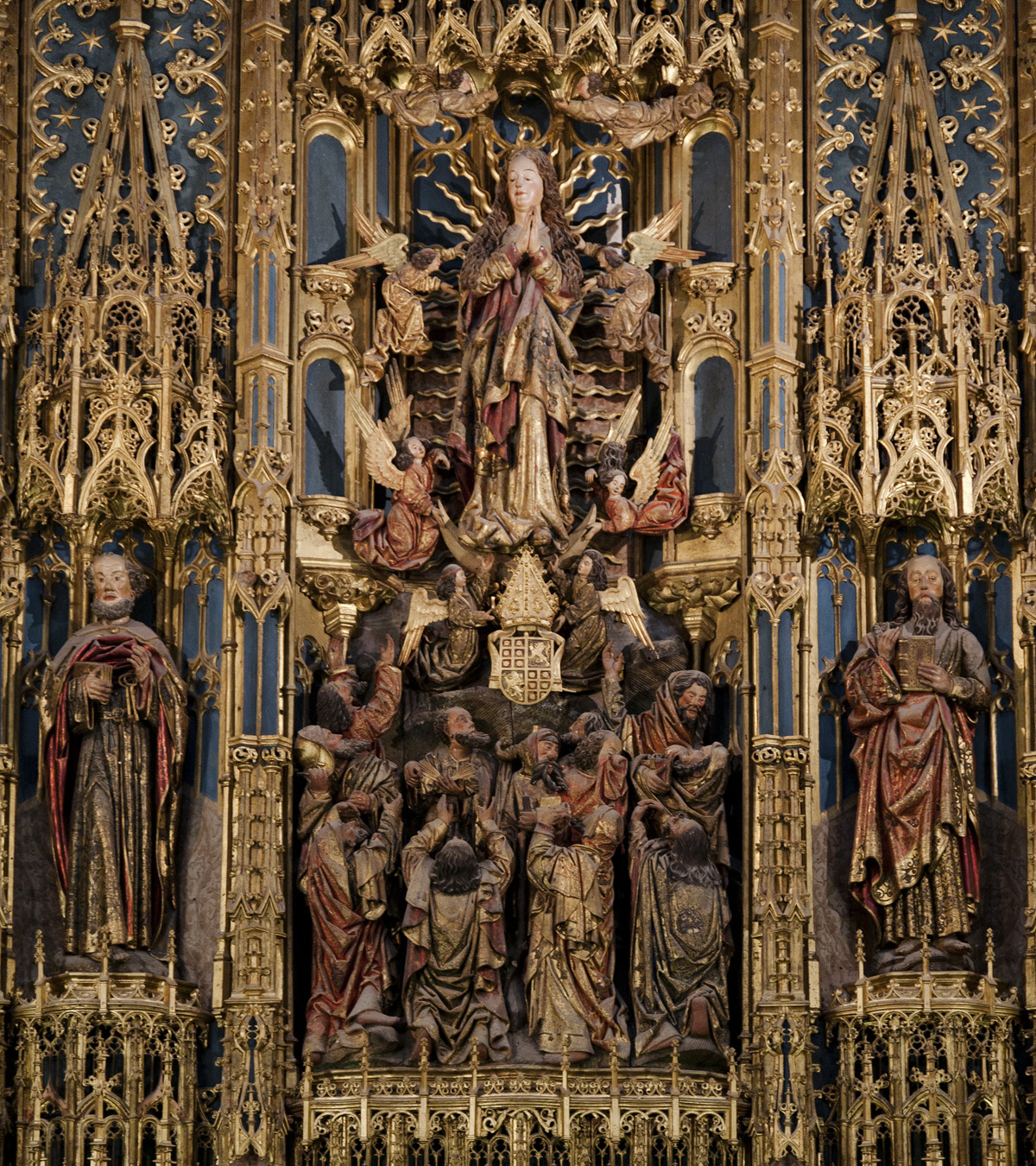
Hauptaltarretabel
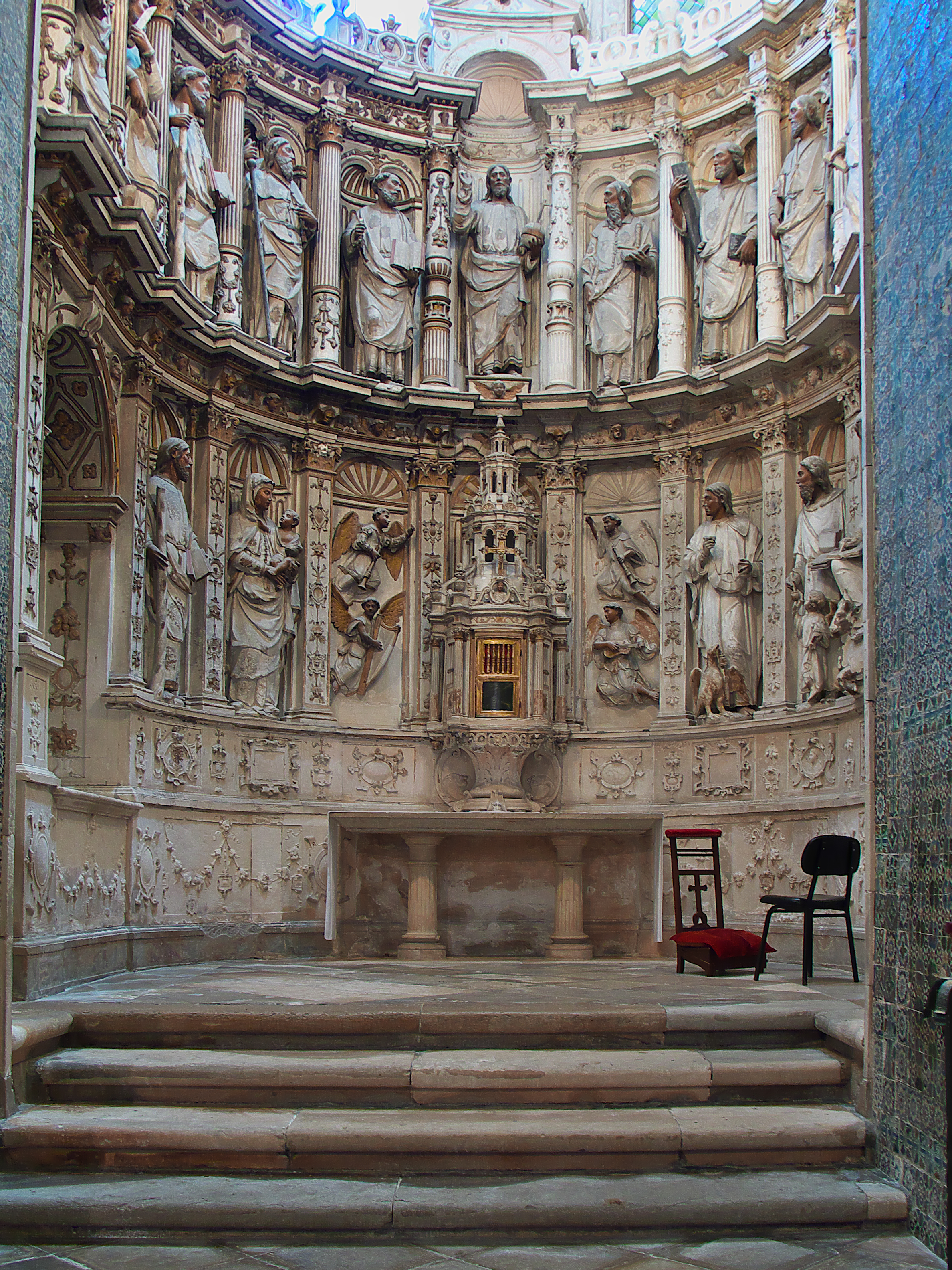
Altarretabel in der Sakramentskapelle
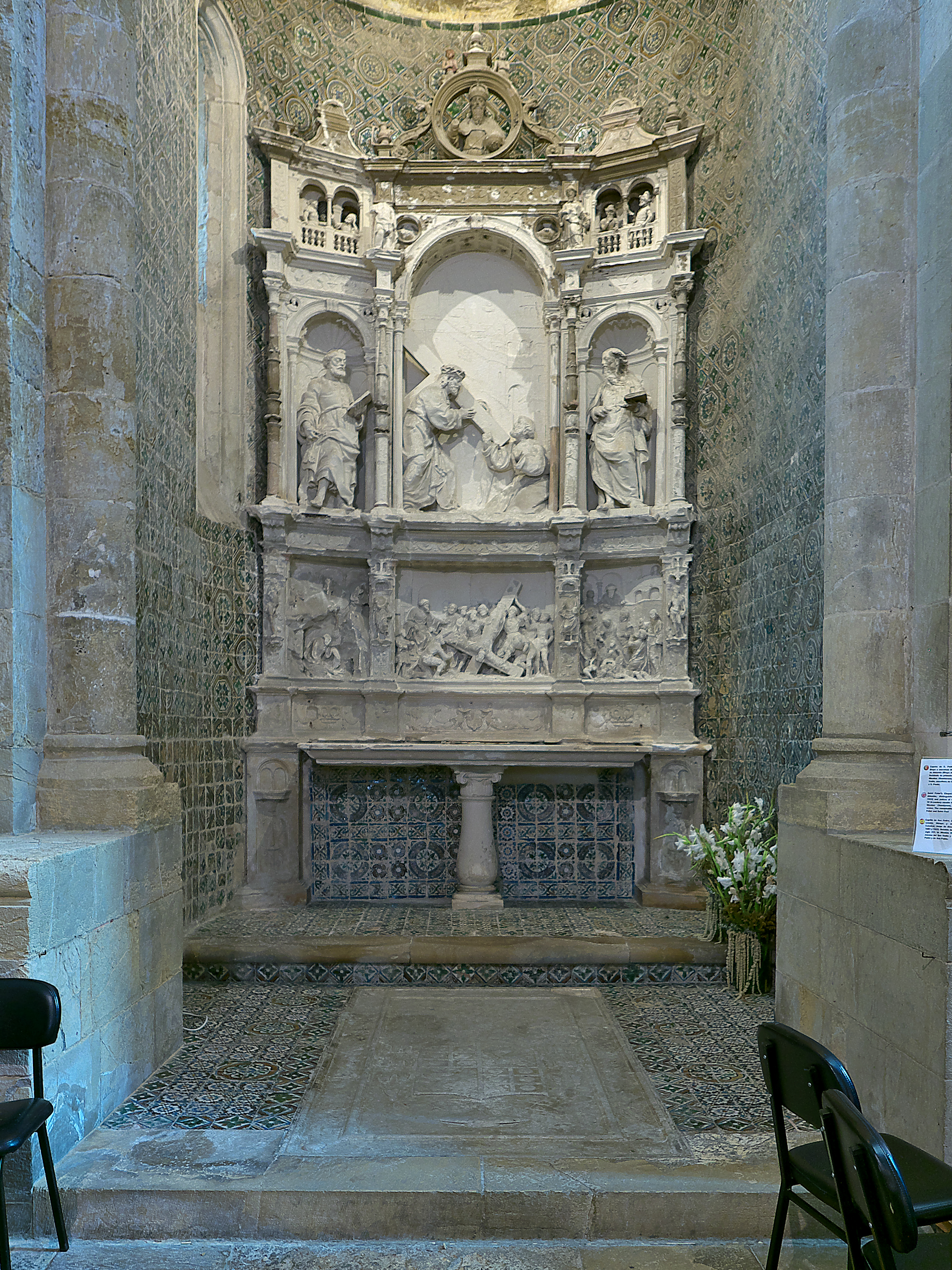
Altarretabel in der Petruskapelle

## Kreuzgang

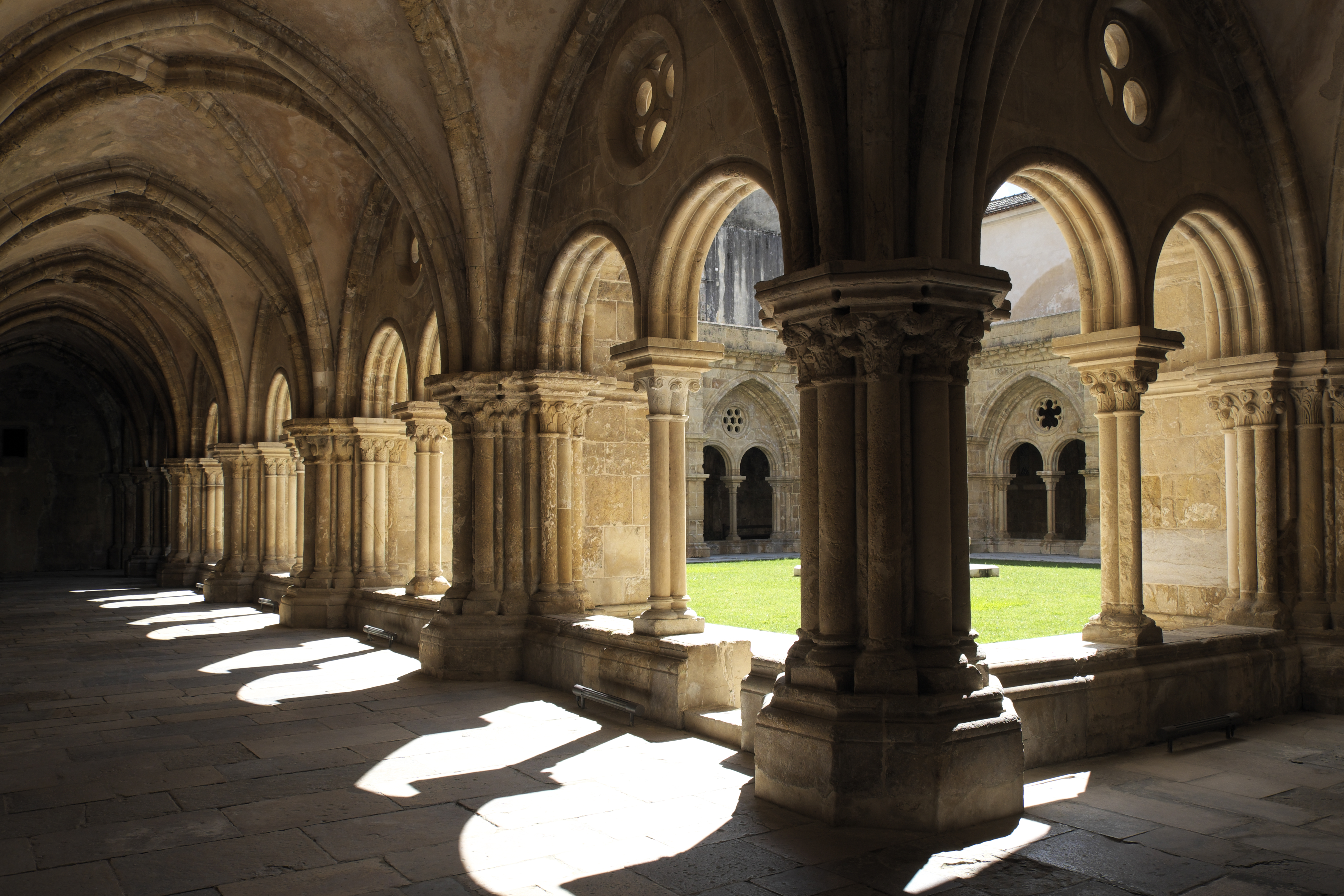
Kreuzgang

Der Kreuzgang ist über einem quadratischen Grundriss errichtet. Alle vier Galerien sind mit Kreuzrippengewölben gedeckt. Jeder Flügel wird durch fünf rundbogige Doppelarkaden gegliedert, die von einem weiten, leicht zugespitzten Bogen überfangen werden. In den Arkadenzwickeln sind kleine, runde Öffnungen mit unterschiedlichem Maßwerk eingeschnitten.
Die Spitzbögen werden von weit ausladenden Strebepfeilern mit eingestellten Säulen aufgefangen. Die meisten Säulen sind mit Blattkapitellen verziert. Auf einem Kapitell sind zwei Löwen zu erkennen, auf einem anderen Harpyien mit zwei Körpern und einem gemeinsamen Kopf. Ein häufiges Motiv sind Vögel, die Weintrauben picken.
Die Kreuzgangsgalerien öffnen sich zu kleinen Kapellen, in denen Chorherren und andere bedeutende Persönlichkeiten bestattet wurden. In der dem Erzengel Michael geweihten Kapelle sind auf den Schlusssteinen des Gewölbes Engel dargestellt.

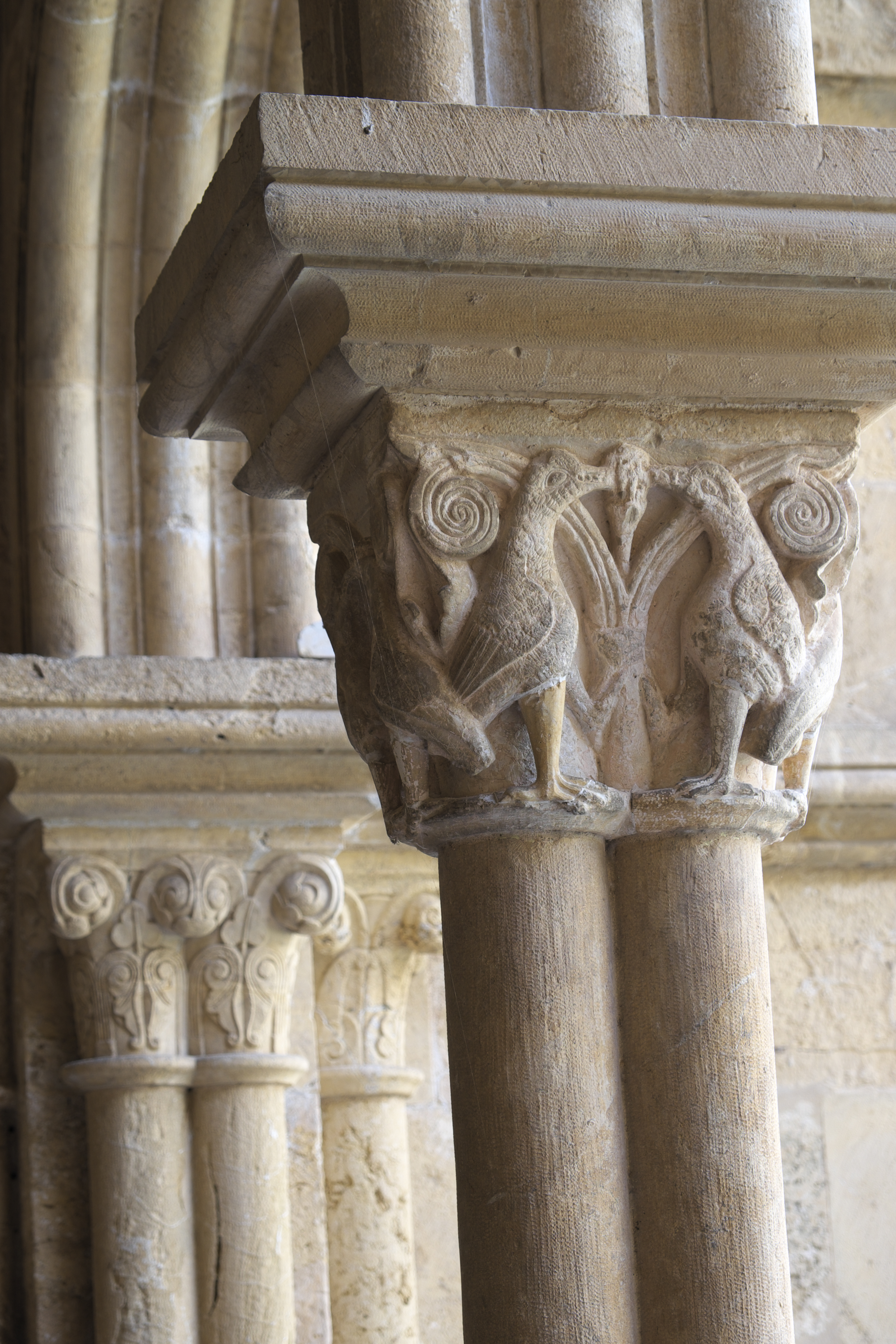
Pickende Vögel
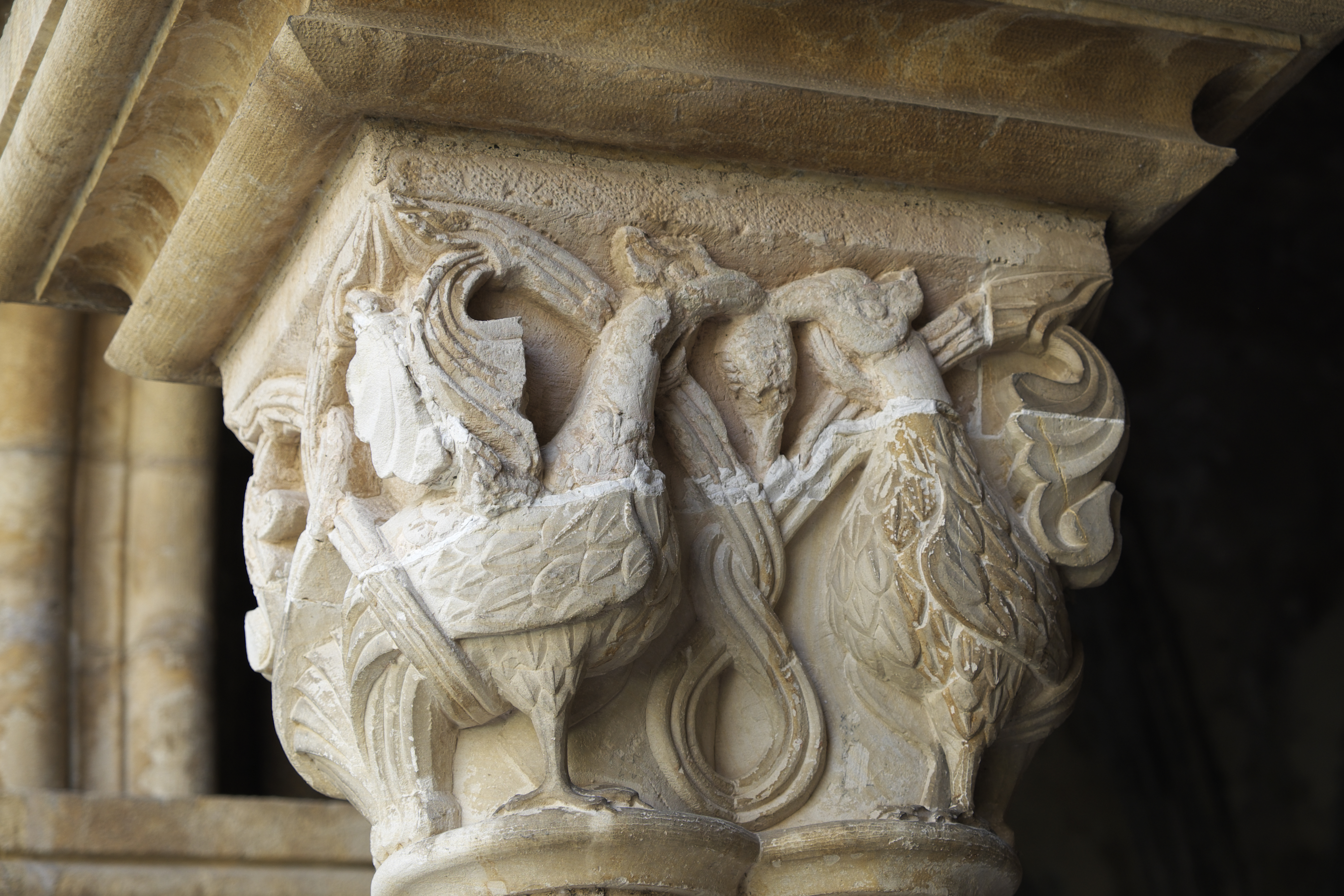
Pickende Vögel
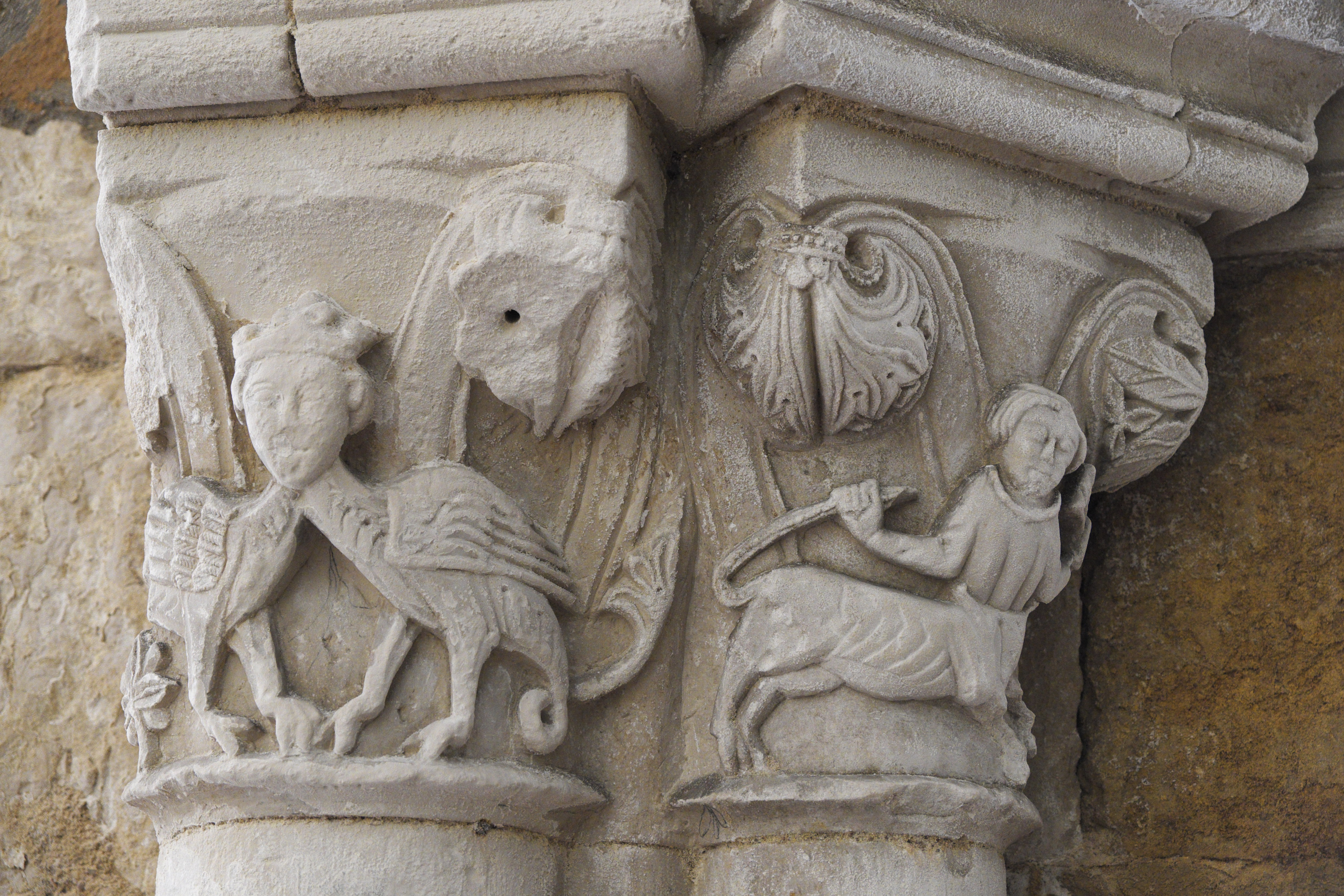
Harpyien und Mischwesen aus Tier- und Menschengestalt